# Союз 7К-Л1
Союз 7К-Л1 (інші назви: Зонд, Л1) — серія космічних апаратів, що вироблялися для відпрацювання техніки для польотів до Місяця з поверненням на Землю.
Роботи велися за радянською місячно-облітною програмою «Зонд» у ході так званих місячних перегонах. Апарати були безпілотним варіантом двомісного пілотованого космічного корабля (КК), що складався зі спускного апарата і приладно-агрегатного відсіку КК «Союз», додатково оснащеного системою навігації та орієнтації за зірками, а також системою дальнього зв'язку з параболічної гостронаправлених антеною.
Було виготовлено 15 примірників КК 7К-Л1, з яких лише 5 здійснили успішні або частково успішні польоти за програмою. Перший пілотований політ КК 7К-Л1 з обльотом Місяця для випередження аналогічного польоту американського КК «Аполлон-8» (21.12.1968) планувався на 08.12.1968, але був відмінений у зв'язку з високим ризиком через невідпрацьованість корабля і ракети-носія. Надалі до 1970 р. кораблі 7К-Л1 зробили декілька автоматичних безпілотних польотів, а програма пілотованих польотів на них була згорнута з політичних мотивів — у зв'язку з програшем США першого (місячно-облітного) етапу «місячних перегонів».
На кораблі «Зонд-5» перебувала черепаха. Вона стала першою живою істотою в історії, що повернулися на Землю після обльоту Місяця — за три місяці до першого пілотованого місячно-облітного польоту «Аполлона-8». У ході польоту корабля «Зонд-6» в листопаді 1968 року проводилася передача-ретрансляція Земля-корабель-Земля голосових повідомлень космонавтів.

## Історія проєкту
25 жовтня 1965 року челомеївський проєкт ЛК-1 все-таки закривають остаточно, і з'являється новий, спільний проєкт Сергія Корольова та Володимира Челомея. Він складається з триступінчатої РН УР-500 (Челомей), розгінного блоку Д (від ракети Н1) і космічного корабля «Союз-7К-Л1» (Корольов).
Така система дозволила за допомогою УР-500 вивести на суборбітальну траєкторію 27.5-тонний космічний корабель, після чого 160-секундним включенням блоку Д апарат виводився на проміжну навколоземну орбіту. Повторним включенням блоку, який після цього відкидався, «Союз» виводився б на траєкторію польоту до Місяця. При цьому його маса на низькій навколоземній орбіті становила б 18,2 т, з яких околиць Місяця досягало б лише 5,7 т. Корабель 7К-Л1 був видозміненим Союз-7К-ОК (звичайної орбітальної версії апарата). Для збільшення місця, необхідного для розміщення нового обладнання передній житловий модуль був вилучений. Космічний корабель був обладнаний системою аварійного порятунку, яка могла відвести капсулу з людьми у випадку яких-небудь неполадок аж до початку роботи другої ступені, однак запасний парашут був видалений: замість нього додали додатковий люк.
Спочатку Корольов сумнівався в надійності челомеївської УР-500, яка, на його думку, не володіла потрібною надійністю для забезпечення пілотованих пусків. Можливо тому за допомогою «Протона», який згодом став однією з найнадійніших РН у світі, так і не здійснив жодного запуску пілотованих космічних кораблів. Передбачалося, що 7К-Л1 запускався УР-500 у безпілотному режимі, після чого стартував звичайний Союз-7К-ОК з трьома космонавтами. Вони здійснювали стиковку з першим апаратом, після чого двоє космонавтів переходили в місячний апарат, на якому і були на б обліт Місяця, а один залишався в «Союзі», в апараті, що спускається, якого він повертався на Землю. Цей варіант почав пророблятися в листопаді 1965 року.
У цей же час стає зрозумілим, що розроблювана паралельно програма Н1-Л3 також йде з затримками, і висадку на поверхню нашого супутника здійснити можна буде не раніше 1969 року.

## Конструкція

Союз 7К-Л1 разом з розгінним блоком

## Польоти 7К-Л1
У лютому 1967 року уряд схвалює проєкти Л1/Л3, згідно з якими перший пілотований обліт Місяця планувався вже на червень того ж року.
З різних причин, він не відбувся, але, на відміну від інших програм місячного напрямку, було проведено велику кількість льотних випробувань, хроніка яких і наведена нижче.

### Союз 7л-Л1 (2 П)
10-03-1967. Перший дослідний зразок місячного корабля. Названий в офіційних повідомленнях «Космосом-146», цей апарат був запущений на високоеліптичних навколоземну орбіту. Це був перший старт «Протона». Збірка РН почалася 21 і закінчилася 29 листопада 1966 року, випробування електромережі ракети були закінчені до 4 грудня. Через новорічні відпустки тощо підготовка продовжилася лише 28 січня 1967 року. До 28 лютого приєднали космічний корабель, і 2 березня ракета вже стояла на стартовому майданчику, з якого і стартувала наступного дня. Протягом всієї підготовки до пуску була лише одна неприємність: прилади показували несправність насосної газотурбінної системи, що, втім, виявилося наслідком несправних вимірювальних приладів. РН і розгінний блок Д функціонували відмінно, і всі випробування пройшли успішно. І хоча це був лише пробний пуск, у ході якого космічний корабель навіть не виводився на траєкторію польоту до Місяця і не мав спускного апарата для посадки на Землю, успішність цього запуску давала великі надії, які не виправдалися: після цього польоту радянська космонавтика потрапляє в смугу невдач.

### Союз 7л-Л1 (3 П)
08.04.1967. Дослідний зразок апарата «Союз 7К-Л1». Він був виведений на навколоземну орбіту, але відмовив розгінний блок блок Д, який не включився, і корабель опинився на низькій навколоземній орбіті, з якої зійшов через кілька днів через гальмування в щільних шарах атмосфери. В офіційних повідомленнях говорилося про запуск супутника «Космос-154».

### Е-6ЛС (111)
17.05.1967. Цей апарат, названий в офіційній статистиці «Космосом-159», являв собою версію АМС (автоматичної міжпланетної станції) Е-6. Супутник був виведений на високоеліптичну орбіту для перевірки систем зв'язку для радянської місячної програми.

### Союз 7л-Л1 (4 Л)
27.09.1967. Це була перша спроба безпілотного обльоту Місяця, але політ закінчився аварією ракети-носія за 65 км від місця старту. Система аварійного порятунку (САС) спрацювала штатно, і космічний корабель залишився цілим (тобто якщо це був би пілотований політ, екіпаж залишився б живим).

### Союз 7л-Л1 (5 Л)
22.11.1967. Друга спроба безпілотного обльоту Місяця. Через чотири секунди після запуску другого ступеня ракета втрачає управління, і система аварійного порятунку ще раз підтверджує свою надійність: «Союз» відділився від ракети і сів на відстані 80 км на південний захід від Джезказгана. «Протон» впав на відстані 300 км від стартового столу.

### Е-6ЛС (112)
17.05.1967. Апарат являв собою версію АМС Е-6 для перевірки систем зв'язку для радянської місячної програми. Пуск скінчився аварією третього ступеня ракети-носія «Молнія».

### Союз 7л-Л1 (6 Л)
«Зонд-4» 02.03.1968. Перший обліт Місяця за проєктом 7л-Л1. Космічний апарат, названий в офіційних повідомленнях «Зонд-4», був виведений на сильно витягнуту орбіту з апогеєм 330 000 км. При поверненні на Землю відмовила система управління, і посадка на території Радянського Союзу не була можлива, як і плавний спуск: в ході повернення капсули «Зонд-4» перевантаження сягали 20 g. Як і всі космічні апарати, що сідали поза зоною досяжності радянських військових, він мав заряд тротилу, який і був підірваний на висоті 12 км над Гвінейською затокою. Через деякий час виявиться, що апарат все-таки міг би бути підібраний ВПС СРСР, і приймається рішення не підривати в таких випадках спусковий апарат.

### Союз 7л-Л1 (7 Л)
22.04.1968. У системі, яка відповідала за активізацію системи аварійного порятунку, сталося коротке замикання, що викликало її активізацію. Після цього, на 260 секунді польоту САС відключила двигуни другого ступеня РН і відділила від неї космічний корабель «Союз». Незважаючи на невірну активізацію, САС спрацювала бездоганно, підтвердивши свою надійність: космічний апарат був знайдений без пошкоджень.

### Союз 7л-Л1 (8 Л)
21.07.1968. У ракети, встановленої на старті, вибухнув розгінний блок Д, через що загинуло троє людей. САС спрацювала штатно, відстрілений «Союз» («Зонд») залишився цілий.

### Союз 7л-Л1 (9 Л)
«Зонд-5». 15.09.1968. Перший успішний обліт Місяця (без екіпажу), після якого спусковий апарат здійснив посадку. Як і у випадку польоту «Союзу 7л-Л1 (6 Л)», навігаційна система не змогла забезпечити аеродинамічний спуск з маленькими перевантаженнями, і спусковий апарат цього корабля йшов балістичною траєкторією (з перевантаженнями до 20 g), в результаті чого не долетів до території Радянського Союзу, приводнився в Індійському Океані. У місці посадки знаходилися кораблі радянських ВМС, які доставили спусковий апарат в СРСР.

### Союз 7л-Л1 (12 Л)
«Зонд-6». 10.11.1968. Космічний корабель був успішно виведений на траєкторію польоту до Місяця і здійснив її обліт 14 листопада на висоті 2400 км. З борту КА були прийняті захоплюючі фотографії поверхні Місяця з диском Землі на задньому плані. Цей апарат вперше виконав аеродинамічний спуск: облетівши Землю, він увійшов в атмосферу над південним полюсом, після чого «відскочив» назад у космос і знову ввійшов у щільні шари атмосфери, здійснивши посадку в заданому районі Радянського Союзу. Однак при посадці відбулися дві неприємності. Спочатку відбулася розгерметизація апарата (через неякісну гумову прокладку), що відразу б привело до загибелі космонавтів, якби вони знаходилися всередині. Крім того, гальмівний парашут був розкритий дуже рано (коли швидкість польоту була ще дуже висока), тому він відірвався від спускового апарата, який розбився при ударі об Землю. У разі успішного виконання цього польоту можна було пускати пілотований апарат, але з аварією «Зонд-6» валилися надії на першість у пілотований обліт Місяця: політ «Аполлона-8» призначено на грудень (і проходить успішно), у той час як наступний політ «Союзу» був призначений лише на січень 1969 року.

### Союз 7л-Л1 (13 Л)
20.01.1969. Попри те, що програма Л1 (пілотований обліт Місяця) стає непотрібною (американці вже зробили це), пуск цього корабля все-таки відбувся. Однак робота другого ступеня «Протона» закінчилася аварією на 510 секунді польоту. Система аварійного порятунку спрацювала без збоїв: космічний корабель без ушкоджень здійснює посадку, правда в Монголії. Оскільки основні сили перенаправлені на проєкти Н1-Л3 (висадка на Місяць) і Е8 (посадка на Місяць автоматичної станції, яка б доставила на Землю зразки місячного ґрунту), проєкт Л1 вже ніхто не сприймає всерйоз.

### Союз 7л-Л1 (11 Л)
«Зонд-7». 08.08.1969. Перший повністю успішний безпілотний політ за проєктом Л1. 13 серпня 1969 року спусковий апарат, повністю виконавши свою програму, здійснює посадку в заданому районі СРСР.

### Союз 7л-Л1 (14 Л)
«Зонд-8». Успішний проліт Місяця. Навігаційна система знову не виконує своєї роботи, і спусковий апарат з балістичної траєкторії з перевантаженнями до 20 g приводнюються в Індійському океані. СА знаходять і доставляють у СРСР. Це був останній запуск за програмою Л1.

### Союз 7л-Л1 (10 Л і 15 Л)
Ці апарати вже можна було використовувати для пілотованого обльоту, але проєкт 31 жовтня 1970 закривають, і ці запуски відміняють. Хоча це було і можливо, американці встигли висадитися на Місяці.

## Закриття програми
Радянському Союзу нічого не залишається, як розповсюджувати міф про те, що СРСР не брав участь у місячній гонці взагалі, і такі роботи у нас навіть і не велися.
У США, на відміну від СРСР, не ставили обльоти Місяця самостійною метою і виконували їх лише як випробувальні польоти в ході підготовки висадки на Місяць, в СРСР існував ряд проєктів саме для обльоту Місяця. Проєкти передбачали одноразовий проліт над зворотною стороною Місяця, поле тяжіння якої викривляє траєкторію корабля і направляло його назад до Землі. Переходу на навколомісячну орбіту і сходу з неї не планувалося. Це дозволяло різко знизити масу місячного корабля, тому що при такому польоті потрібний лише невеликий запас палива для корекцій траєкторії. Зважаючи на це для запуску корабля не був потрібен надпотужний носій і можна було використовувати носій, що вже був в середині 60-х років — РН УР-500 («Протон»).
Такі проєкти носили головним чином престижний характер, тому що за час прольоту над зворотною стороною Місяця на відстані близько 2000 км навряд чи можна було отримати будь-які істотні наукові результати. У результаті відставання від американців від проєкту відмовилися, щоб не розпорошувати ресурси на програму, яка частково дублювала програму, успіх якої став особливо актуальним. В подальшому роботи продовжились по темі Н1-Л3.